# Туренко Анатолій Миколайович
Анатолій Миколайович Туренко (24 лютого 1940, м. Кам'янка, Черкаська область — 1 листопада 2020, Харків) — український науковець-автотранспортник. Ректор Харківського національного автомобільно-дорожнього університету, доктор технічних наук (1998), заслужений діяч науки і техніки України (1999).

## Біографія
Анатолій Туренко у 1956 році закінчив середню школу, в 1959 — Кіровоградський технікум механізації і електрифікації сільського господарства (з відзнакою). 1959—1962 рр. — служба у війську. Закінчив автомобільний факультет Харківського автомобільно-дорожнього інституту (ХАДІ) з відзнакою в 1967 році, інженер-механік.
Асистент, доцент, професор кафедри автомобілів ХАДІ (1969—1990 рр.). Декан автомобільного факультету (1976—1981 рр.); перший проректор (1981—1992 рр.). З 1992 року — ректор Харківського автомобільно-дорожнього інституту (зараз носить назву Харківський національний автомобільно-дорожній університет).
В 1973 р. захистив дисертацію «Дослідження закритих дискових гальм для важких вантажних автомобілів» на здобуття вченого ступеня кандидата наук, в 1998 р. — доктора наук (тема: «Підвищення ефективності гальмування вантажних і пасажирських автотранспортних засобів з пневматичним гальмівним приводом»).

## Відзнаки та нагороди
- член Комітету з Державних премій України в галузі науки і техніки;
- член Міжнародної асоціації з автомобільної і дорожньої освіті;
- дійсний член Транспортної академії України (ТАУ);
- віце-президент ТАУ, керівник Північно-східного наукового центру ТАУ (1993);
- академік Нью-йоркської академії, США (1996)[1];
- дійсний член Російської академії транспорту (1999);
- член Національного моніторингового комітету України, Австрія (2000);
- академік міжнародної академії людини в аерокосмічних системах (2001);
- почесний професор Московського автомобільно-дорожнього університету, Росія (1995);
- почесний професор Сианьського автомобільно-дорожнього інституту, Китай (1993).

## Науковий доробок
Автор понад 200 наукових робіт, монографій, підручників, навчальних посібників, серед яких монографії: 
- «Підвищення ефективності гальмування вантажних і пасажирських автотранспортних засобів з пневматичним гальмівним приводом» (1997),
- «Підвищення ефективності гальмування автотранспортних засобів з пневматичним гальмівним приводом» (2000);
- підручник «Системотехніки транспорту (на прикладі автомобільного транспорту)» (1999);

навчальних посібників:
- «Функціональний розрахунок гальмівної системи автомобіля з барабанними гальмами» (1990)
- «Історія інженерної діяльності. Розвиток автомобілебудування» (1999)

Професор Туренко керував науковою школою «Динаміка гальмування і гальмівні системи автомобілів». Науковий напрям, очолюваний Туренком і результати діяльності створеної їм школи гідно оцінені державою. 
У 1998 році він і дев'ять його учнів Указом Президента України нагороджені Державною премією України в галузі науки і техніки.

## Нагороди
- медаль «За освоєння цілинних земель» (1964),
- медаль «За трудовую доблесть» (1970),
- лауреат Державної премії України (1998),
- Заслужений діяч науки і техніки України (1999),
- «Почесна грамота" Кабміну України (2000),
- «Почесна грамота» Верховної Ради України (2002 р.)[1],
- лауреат Міжнародної Премії «Золотий Меркурій» (2003, Англія).
- Орден князя Ярослава Мудрого V ступеня (2004).